# Eurovision Song Contest 1973
Eurovision Song Contest 1973 là cuộc thi Ca khúc truyền hình châu Âu thứ 18. Cuộc thi diễn ra ở thành phố Luxembourg, thủ đô của Luxembourg.

## Chung kết
| STT | Quốc gia    | Ngôn ngữ          | Nghệ sĩ            | Bài hát                    | Vị trí | Điểm số |
| --- | ----------- | ----------------- | ------------------ | -------------------------- | ------ | ------- |
| 01  | Phần Lan    | Tiếng Phần Lan    | Marianne Mendt     | "Tom Tom Tom"              | 6      | 93      |
| 02  | Bỉ          | Tiếng Hà Lan      | Nicole & Hugo      | "Baby, Baby"               | 17     | 58      |
| 03  | Bồ Đào Nha  | Tiếng Bồ Đào Nha  | Fernando Tordo     | "Tourada"                  | 10     | 80      |
| 04  | Đức         | Tiếng Đức         | Gitte              | "Junger Tag"               | 8      | 85      |
| 05  | Na Uy       | Tiếng Na Uy       | Bendik Singers     | "It's Just A Game"         | 7      | 89      |
| 06  | Monaco      | Tiếng Pháp        | Marie              | "Un train qui part"        | 8      | 85      |
| 07  | Tây Ban Nha | Tiếng Tây Ban Nha | Mocedades          | "Eres tú"                  | 2      | 125     |
| 08  | Thụy Sĩ     | Tiếng Pháp        | Patrick Juvet      | "Je vais me marier, Marie" | 12     | 79      |
| 09  | Nam Tư      | Tiếng Serbia      | Zdravko Čolić      | "Гори ватра"               | 4      | 98      |
| 10  | Ý           | Tiếng Ý           | Massimo Ranieri    | "Chi sarà con te"          | 15     | 65      |
| 11  | Luxembourg  | Tiếng Pháp        | Anne-Marie David   | "Tu te reconnaîtras"       | 1      | 129     |
| 12  | Thụy Điển   | Tiếng Anh         | Malta              | "You're Summer"            | 5      | 94      |
| 13  | Hà Lan      | Tiếng Hà Lan      | Ben Cramer         | "De oude muzikant"         | 14     | 69      |
| 14  | Ireland     | Tiếng Anh         | Maxi               | "Do I Dream"               | 10     | 80      |
| 15  | Anh         | Tiếng Anh         | Cliff Richard      | "Power to All Our Friends" | 3      | 123     |
| 16  | Pháp        | Tiếng Pháp        | Martine Clémenceau | "Sans toi"                 | 15     | 65      |
| 17  | Israel      | Tiếng Hebrew      | Ilanit             | "אי שם"                    | 4      | 97      |